# Prvenstvo Srbije u fudbalu (1921)
Prvenstvo Srbije u fudbalu (1921) (serb. Prvenstvo Srbije u fudbalu, serb. cyr. Првенство Србије у фудбалу) – 2. edycja najwyższych w hierarchii rozgrywek ligowych serbskiej klubowej piłki nożnej. Rozgrywki toczyły się w jednej grupie i występowało w nich najpierw 5 drużyn, a potem w drugiej rundzie dołączyła Konkordija Belgrad, dlatego mają nierówną liczbę rozegranych meczów. W najwyższej lidze serbskiej zwanej 1. Razred uczestniczyły tylko kluby z Belgradu. Liga została zorganizowana przez Serbską Federację Piłkarską (Srpski loptački savez). Tytuł zdobyła drużyna BSK Belgrad.

## Tabela końcowa
|   | Klub               | M | Z | R | P | Br+ | Br− | Br+/− | Pkt | Uwagi  |
| 1 | BSK Belgrad        | 9 | 6 | 2 | 1 | 20  | 9   | +11   | 14  | Mistrz |
| 2 | SK Jugoslavija     | 9 | 7 | 0 | 2 | 21  | 7   | +14   | 14  |        |
| 3 | BUSK Belgrad       | 9 | 3 | 1 | 5 | 10  | 16  | -6    | 7   |        |
| 4 | Vardar Belgrad     | 9 | 3 | 1 | 5 | 7   | 12  | -5    | 7   |        |
| 5 | Konkordija Belgrad | 5 | 2 | 0 | 3 | 7   | 12  | -5    | 4   |        |
| 5 | Soko Belgrad       | 9 | 2 | 0 | 7 | 9   | 27  | -18   | 4   |        |